# 国家郷村振興局

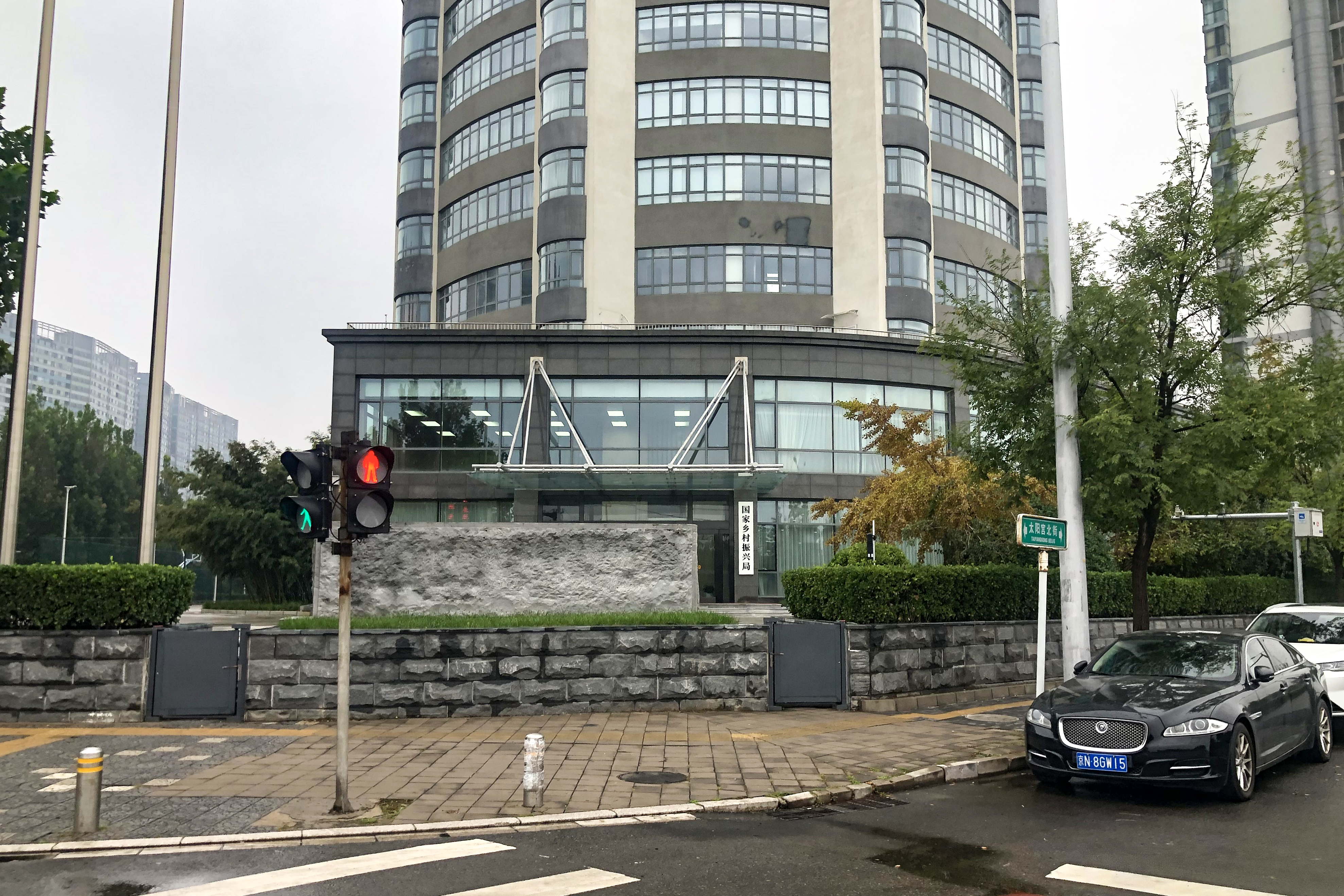
国家郷村振興局

国家郷村振興局（こっかごうそんしんこうきょく）は、中華人民共和国農業農村部の内部部局の一つ。扶貧、郷村促進などに関する業務を担っている。2021年2月25日に国務院扶貧開発領導小組を再編して設置された。

## 沿革
1986年5月16日、国務院貧困地区経済開発領導小組弁公室を設置。
1993年9月17日、国務院扶貧開発領導小組と改編。
2021年2月25日、国家郷村振興局を再編し設置。

## 歴任局長
- 王正譜、2021年3月–10月
- 劉煥鑫（中国語版）、2021年10月